# Атамов, Шахин Огтай оглы
Шахин Атамов (азерб. Şahin Atamov) — азербайджанский каратист, двукратный вице-чемпион мира, призёр трёх чемпионатов Европы. Обладатель второго дана. Член сборной Азербайджана по каратэ. Победитель Всемирных Игр боевых искусств 2013 года. Главный тренер сборной Азербайджана по карате (с 2024).

## Карьера
Родился 30 июля 1986 года. Начал заниматься карате в 8 лет.
На чемпионате мира по каратэ среди кадетов и юниоров 2005 занял третье место.
На чемпионате Европы по каратэ среди кадетов и юниоров 2005 года также занял третье место.
На Открытом чемпионате Парижа по карате 2008 занял третье место.
В 2013 году в Тюмени занял первое место на турнире «Karate1 Premier League».
На чемпионате Европы по карате 2014 в Тампере (Финляндия) завоевал серебряную медаль.
25 января 2016 года завоевал серебряную медаль на турнире  «Open-de-Paris».
4 сентября 2021 года победил в турнире «Каратэ Комбат».

## Тренерская карьера
В 2021 году назначен старшим тренером юношеской сборной Азербайджана по карате.
17 февраля 2024 года назначен главным тренером сборной Азербайджана по карате.

## Достижения
- Чемпионат Европы по каратэ 2008[англ.] —
- Чемпионат Европы по каратэ 2009[англ.] —
- Чемпионат мира по каратэ 2010[англ.] —
- Чемпионат мира по каратэ 2010[англ.] —
- Чемпионат Европы по каратэ 2012[англ.] —
- Чемпионат мира по каратэ среди университетов 2012 —
- Чемпионат мира по каратэ 2012[англ.] —
- Всемирные игры 2013 —